# Dreisgraben
Der Dreisgraben ist ein linker, periodischer Zufluss des Aubachs im Landkreis Miltenberg im bayerischen Spessart.

## Geographie

### Verlauf
Der Dreisgraben entspringt zwischen Schmachtenberg und Mönchberg unterhalb der St. Wendelinskapelle. Er verläuft in nördliche Richtung, unterquert die Staatsstraße 2441 und mündet nordwestlich von Mönchberg an der Wolzmühle in den Aubach.

### Zuflüsse
- Langentalgraben (links)

### Flusssystem Elsava
- Fließgewässer im Flusssystem Elsava